# Val Quentin
Val Quentin är en ort i Kanada.   Den ligger i provinsen Alberta, i den centrala delen av landet, 2 900 km väster om huvudstaden Ottawa. Val Quentin ligger 726 meter över havet och antalet invånare är 157. Den ligger vid sjön Lac Ste. Anne.
Terrängen runt Val Quentin är huvudsakligen platt. Val Quentin ligger nere i en dal. Runt Val Quentin är det mycket glesbefolkat, med 3 invånare per kvadratkilometer.. Närmaste större samhälle är Alberta Beach, 2,2 km öster om Val Quentin. 